# エリカ・ナカソネ
エリカ・ナカソネ（Erika Nakasone、仲宗根エリカ、1971年 - ）は、日系ペルー人の画家・ヴィジュアルアーティスト。祖父母は沖縄出身。（日系三世）

## 経歴
- 1971年生まれ。

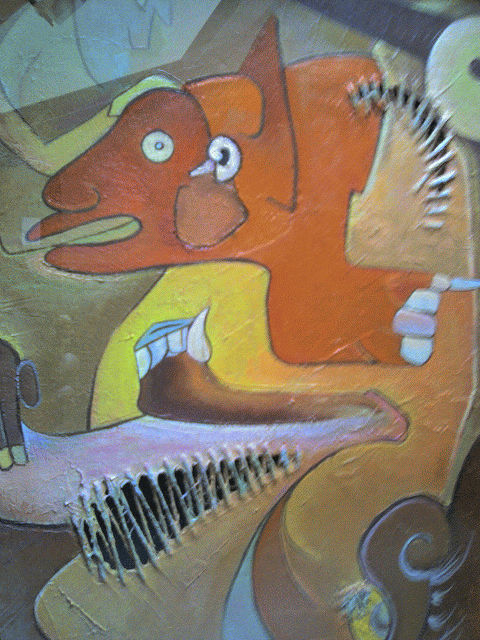
騎士 2003年

- 1988年にリマ市美術館の絵画教室で学んだ後、専門学校を経て95年にペルー国立美術大学絵画科卒業。
- 1996年にクアドロ・カフェ・アート・ギャラリー（ペルー）とリカルド・パルマ文化センターで個展を開催する。
- 1997年、ファッメファザリギャラリー（スイス）でグループ展に参加。
- 1998年以降、エクアドル、ボリビアでのペルー美術巡回展、グアナファト・イラプアト文化センター・ギャラリー（メキシコ）、北米サンフランシスコ・アッディー・ギャラリー、ロサンゼルス・パサデナ図書館ギャラリーでのペルー現代美術展、カナダや日本（東京、横浜）等数ヶ国のグループ展に出品。
- 2001年に沖縄県海外移住者奨学金を得て沖縄県立芸術大学留学（日本画専攻）。同年アジアン・フラワーズ・ギャラリー（沖縄）で個展を開催。
- 2002年には、日本国政府文化庁「外国人作家プログラム」で8か月間の奨学生になる。

その後、銀座小野画廊（インサイド展2004）、豊川市民ギャラリー（2005）、ペルー共和国大使館（2006年以降数回開催）、インカ・ガルシラソ・デ・ラ・ベガ文化センター（ペルー2008）、日系人文化センター（ペルー2009）、プロモ・アルテ・ギャラリー（東京2010）等で個展を開催。琉球文化やメスティーソ文化からの影響をベースに、絵画や立体作品の創作で自身のルーツを探究している。
- 作品に「騎士」「スピリト」「nuestro alrededor」「Camino a Casa」「nuestro alrededor」他多数。

## 受賞歴
- 1995年 - プレンド絵画賞金メダル、アンヘル・チャベス・ロペス賞
- 2005年 - 「第23回ARTEXニューヨーク2005」特別賞
- 2006年 - 第2回ふりそでハッピーワールドコンテスト展 優秀賞  ほか多数